# 다시 한번 대한민국
다시 한번 대한민국은 2010 남아프리카공화국 월드컵에서 대한민국을 응원하는 응원가이다. 빅뱅, 김연아, 트랜스픽션 그룹이 공동으로 제작한 공식 응원가 '승리의 함성'과 '승리를 위하여'에 이어서 세 번째로 유명한 응원가이다. 가수 김장훈과 그룹 싸이, 장동건 등 여러 남자 가수들이 부른 응원가가 있으며, 브라운아이드걸스와 포미닛이 공동으로 부른 응원가 두 종류가 있다.
하지만 1년이 지나면서 승리의 함성과 승리를 위하여를 제외한 나머지 응원송은 인터넷에서 서비스가 중단되었다.